# Palitai
Der Palitai, auch Palite, Parittei oder Pattei, ist ein Dolch aus Indonesien.

## Beschreibung
Der Palitai hat eine gerade, zweischneidige Klinge. Die Klinge hat einen Mittelgrat und wird vom Heft zum Ort schmaler. Es gibt verschiedene Klingenversionen, die sich in der Breite unterscheiden. Der Stahl zur Herstellung der Klingen wurde aus Sumatra importiert. Das Heft besteht aus Holz und hat kein Parier. Der Knauf ist gebogen gearbeitet und bei manchen Versionen als eingerolltes Farnblatt geschnitzt. Andere Versionen, wie zum Beispiel aus Pagai, haben ein Heft, das in der Form eines stilisierten Vogelkopfes geschnitzt ist. Manche haben geschnitzte Verzierungen, die anschließend mit einem Harz ausgefüllt werden. Die Scheiden sind immer in der Form der Klinge geschnitzt und im Ortbereich meist in Form eines stilisierten Vogels gearbeitet. Als unterer Abschluss dient eine Spitze aus Horn oder Knochen. Der Palitai wird von Ethnien auf den Mentawai-Inseln in Indonesien benutzt.